# ドラゴンクエスト&ファイナルファンタジー in いただきストリート MOBILE
『ドラゴンクエスト&ファイナルファンタジー in いただきストリート MOBILE』（ドラゴンクエスト アンド ファイナルファンタジー イン いただきストリート モバイル）は、スクウェア・エニックスが携帯電話向けに配信しているボードゲーム。当初は『ファイナルファンタジー in いただきストリート MOBILE』として配信開始されたが、後にバージョンアップでタイトルと内容が変更された。2作品合わせて『いただきストリート』シリーズ第9・10作目にあたる。

## 概要
同じく携帯電話向けに先行して配信された『いただきストリートMOBILE どんどん開店!増築中!』が原作の世界観に倣った作品だったのに対し、本作はPlayStation版『ドラゴンクエスト&ファイナルファンタジー in いただきストリートSpecial』（以下、『Special』）やPlayStation Portable版『ドラゴンクエスト&ファイナルファンタジー in いただきストリートポータブル』（以下、『ポータブル』）に倣い、他作品とのコラボレーションを押し出した作品となっている。
2010年6月7日に『ファイナルファンタジー in いただきストリート MOBILE』（以下、『FFいたストMOBILE』）の無料おためし版が先行配信された後、2010年7月1日に『FFいたストMOBILE』正式版が配信開始。当初はその名の通り、ファイナルファンタジーシリーズ（以下、FFシリーズ）のキャラクターとマップに限定した作品となっていた。
2011年2月3日より、タイトルが『ドラゴンクエスト&ファイナルファンタジー in いただきストリート MOBILE』（以下、『DQ&FFいたストMOBILE』）となり、前作の内容をそのまま引き継ぎつつドラゴンクエストシリーズ（以下、DQシリーズ）のキャラクターとマップを加えた内容にバージョンアップされた（同時に、前作の配信は終了した）。
登場キャラクターとマップは『Special』と『ポータブル』の両方から選ばれており、基本的に『ポータブル』に出演していたキャラクターは『ポータブル』に、『Special』のみ出演だったキャラクターは『Special』にそれぞれ準じている（ただし、SランクのキャラクターはすべてAランクに変更されている）。また、本作より新たに参戦したキャラクターや新規のマップも存在する。
2010年7月1日の配信開始から2012年2月13日までにかけて、毎月新しいマップ1種と対戦キャラクターが追加されていた。

## 登場キャラクター
太字はデフォルトキャラクター。その他のキャラクターは追加購入する必要がある。括弧内はランクと配信日。プレイヤーではないサブキャラクターは省略する。

### ファイナルファンタジーシリーズより
2011年2月3日以降の配信キャラクターは『DQ&FFいたストMOBILE』以降で登場。ライトニングは『FFいたストMOBILE』では体験版特典の連動隠しキャラクターだったが、続編『DQ&FFいたストMOBILE』では通常の追加キャラクターになっている。
- 『ファイナルファンタジーVII』より - クラウド（B・2010年7月1日）、ティファ（C・2010年7月1日）、ユフィ（D・2010年7月1日）、エアリス（C・2010年7月1日）、セフィロス（A・2010年9月13日）
- 『ファイナルファンタジーVIII』より - スコール（A・2010年7月12日）、リノア（C・2010年8月16日）
- 『ファイナルファンタジーIX』より - ジタン（B・2011年7月11日）、ビビ（D・2011年7月11日）
- 『ファイナルファンタジーX』より - ティーダ（C・2010年12月13日）、ユウナ（A・2011年1月11日）、アーロン（A・2011年10月17日）
- 『ファイナルファンタジーXI』より - モーグリ（C・2010年7月1日）
- 『ファイナルファンタジーXII』より - アーシェ（C・2010年10月12日）、ヴァン（C・2010年11月15日）、バルフレア（A・2011年4月11日）、フラン（B・2011年4月11日）、バッシュ（B・2012年2月13日）、パンネロ（D・2012年2月13日）
- 『ファイナルファンタジーXIII』より - ライトニング（C・2010年7月1日）

### ドラゴンクエストシリーズより
『DQ&FFいたストMOBILE』以降で登場。サンディは体験版特典の連動隠しキャラクター。
- ドラゴンクエストシリーズ全般より - スライム（D・2011年2月3日）[1]
- 『ドラゴンクエスト』より - 竜王（S・2011年8月15日）
- 『ドラゴンクエストII 悪霊の神々』より - プリン（ムーンブルク王女）（C・2011年2月14日）、クッキー（サマルトリア王子）（C・2011年2月14日）
- 『ドラゴンクエストIII そして伝説へ…』より - カンダタ（C・2011年6月13日）
- 『ドラゴンクエストIV 導かれし者たち』より - マーニャ（B・2011年3月14日）、ミネア（C・2011年3月14日）、ライアン（&ホイミン）（C・2011年6月13日）、アリーナ（A・2011年9月12日）、クリフト（D・2011年9月12日）
- 『ドラゴンクエストV 天空の花嫁』より - ビアンカ（B・2011年5月16日）、フローラ（A・2011年5月16日）
- 『ドラゴンクエストVII エデンの戦士たち』より - キーファ（C・2012年1月16日）、マリベル（A・2012年1月16日）
- 『ドラゴンクエストVIII 空と海と大地と呪われし姫君』より - ヤンガス（D・2011年2月3日）、ゼシカ（A・2011年2月3日）、ククール（B・2011年11月14日）、トロデ（D・2011年11月14日）、マルチェロ（A・2011年12月12日）
- 『ドラゴンクエストIX 星空の守り人』より - サンディ（D・2011年2月3日）

## マップ
太字はデフォルトマップ。その他のマップは追加購入する必要がある。括弧内は配信日。

### マップ（ファイナルファンタジーシリーズより）
2011年2月3日以降の配信マップは『DQ&FFいたストMOBILE』以降で登場。
- ファイナルファンタジーシリーズ全般より - 飛空艇（2010年7月1日）、飛空艇2（2011年7月1日）
- 『ファイナルファンタジー』より - カオス神殿（2011年1月4日）
- 『ファイナルファンタジーIII』より - クリスタルタワー（2010年8月2日）
- 『ファイナルファンタジーIV』より - もうひとつの月（2010年11月1日）
- 『ファイナルファンタジーV』より - タイクーン城（2010年7月1日）、古代図書館（2010年12月1日）
- 『ファイナルファンタジーVI』より - オペラ劇場（2011年12月1日）
- 『ファイナルファンタジーVII』より - ゴールドソーサー（2010年7月1日）、ミッドガル（2010年9月1日）
- 『ファイナルファンタジーIX』より - アレクサンドリア（2010年7月1日）
- 『ファイナルファンタジーX』より - ビサイド・キーリカ（2011年10月3日）
- 『ファイナルファンタジーXII』より - ビュエルバ（2010年10月1日）、ラバナスタ（2011年4月1日）、ナルビナ城塞（2012年2月1日）

### マップ（ドラゴンクエストシリーズより）
『DQ&FFいたストMOBILE』以降で登場。
- ドラゴンクエストシリーズ全般より - ラダトーム城（2011年2月3日）、ダーマ神殿（2011年5月2日）、アレフガルド（2011年8月1日）[1]
- 『ドラゴンクエストIII そして伝説へ…』より -  モンスター闘技場（2011年9月1日）、ラーミア（2011年11月1日）
- 『ドラゴンクエストV 天空の花嫁』より - オラクルベリー（2011年3月1日）
- 『ドラゴンクエストVI 幻の大地』より - 海底神殿（2011年2月3日）
- 『ドラゴンクエストVII エデンの戦士たち』より - 聖風の谷（2012年1月4日）
- 『ドラゴンクエストVIII 空と海と大地と呪われし姫君』より - トロデーン城（2011年2月3日）